# Lopon Sonam Tsemo
Sonam Tsemo (em tibetano bSod-nams rtse-mo, 1142-1182) foi um líder espiritual e erudito budista tibetano, sendo o segundo grande patriarca da escola sakya. Foi o filho mais velho de Sachen Kunga Nyingpo, que foi também seu professor, recebendo dele todos os ensinamentos e transmissões sakaya. Atingiu ainda na juventude realizações espirituais. Mais tarde viajou para o Tibete central e depois de seu retorno, devotou-se às suas funções como quarto Sakya Trizin.